# Turnera dasytricha
Turnera dasytricha är en passionsblomsväxtart som beskrevs av Pilg.. Turnera dasytricha ingår i släktet Turnera och familjen passionsblomsväxter. Utöver nominatformen finns också underarten T. d. crinita.